# Comin' Out Hard
Comin' Out Hard è l'album in studio di debutto del duo hip hop statunitense 8Ball & MJG, pubblicato nel 1993.

## Tracce
1. Intro – 1:52
2. 9 Little Millimeta Boys – 5:17
3. The First Episode – 5:10
4. Armed Robbery – 4:42
5. Pimps – 6:41
6. Comin' Out Hard – 4:30
7. Mr. Big – 5:53
8. Nigga's Like Us – 4:46
9. Pimps in the House – 3:18